# Echium salmanticum
Echium salmanticum é uma espécie de planta com flor pertencente à família Boraginaceae. 
A autoridade científica da espécie é Lag., tendo sido publicada em Genera et species plantarum 10. 1816.

## Portugal
Trata-se de uma espécie presente no território português, nomeadamente em Portugal Continental.
Em termos de naturalidade é endémica da Península Ibérica.

## Protecção
Não se encontra protegida por legislação portuguesa ou da Comunidade Europeia.